# Led Zeppelin IV
| Recensione                        | Giudizio |
| --------------------------------- | -------- |
| AllMusic                          |          |
| Robert Christgau                  | A        |
| The New Rolling Stone Album Guide |          |
| Sputnikmusic                      | 4.0      |
| Piero Scaruffi                    |          |
| Ondarock                          |          |
| Dizionario del Pop-Rock           |          |
| 24.000 dischi                     |          |
| Storia della musica               |          |
| Pitchfork                         |          |

Il quarto album in studio dei Led Zeppelin, pubblicato l'8 novembre 1971 dalla Atlantic Records, è privo di un titolo ufficiale. Nel corso degli anni è stato generalmente indicato con la dicitura Led Zeppelin IV, in accordo con la numerazione dei precedenti dischi, anche se non sono mancati appellativi diversi: sul catalogo della Atlantic Records il disco è stato anche denominato Four Symbols ("Quattro simboli") e The Fourth Album ("Il quarto album"), ed è stato variamente indicato come Untitled ("Senza titolo"), Runes ("Rune"), Sticks ("Legnetti"), ZoSo – sigla dedotta, per pareidolia, dalla forma della runa scelta come emblema da Jimmy Page –, The Hermit ("L'eremita") o, più semplicemente, IV.
È uno degli album di maggiore successo della storia, con oltre 23 milioni di copie vendute nei soli Stati Uniti d'America, dove ha figurato per 260 settimane in classifica. È stato stimato che nel mondo l'album abbia venduto circa 35,7 milioni di copie. Nel 2003 la rivista Rolling Stone lo ha collocato alla 69ª posizione nella lista dei 500 migliori album di tutti i tempi.

## Storia
Dopo l'uscita dell'album Led Zeppelin III nell'ottobre 1970, il gruppo si prese una pausa dalle esibizioni dal vivo per concentrarsi sulla registrazione di un nuovo album. Rifiutarono quindi tutte le offerte di tour, incluso un concerto proposto per capodanno che sarebbe stato trasmesso in televisione. Tornarono a Bron-Yr-Aur, una casa di campagna a Snowdonia, nel Galles, per scrivere nuovo materiale.
Le sessioni di registrazione per l'album iniziarono nei nuovi studi della Island Records in Basing Street a Londra il 5 dicembre 1970, con la registrazione del brano Black Dog. Il gruppo aveva anche considerato la casa di Mick Jagger, Stargroves, come studio di registrazione ma poi decise che era troppo costoso. Successivamente si trasferirono il mese successivo a Headley Grange, una casa di campagna nell'Hampshire, in Inghilterra, utilizzando lo studio mobile dei Rolling Stones con l'ingegnere del suono Andy Johns e con l'assistenza di Ian Stewart degli stessi Rolling Stones. Andy Johns aveva appena da poco finito di lavorare all'album Sticky Fingers e consigliò al gruppo l'uso dello studio mobile. Jimmy Page ricordò in seguito che: "Avevamo bisogno di quel tipo di strutture in cui potevamo prendere una tazza di tè, passeggiare per il giardino ed entrare e fare quello che dovevamo fare". Questo ambiente rilassato e atmosferico a Headley Grange fornì anche altri vantaggi alla band la quale riuscì a catturare immediatamente performance spontanee, con alcune tracce derivanti dalle jam session comuni. John Paul Jones ricorda che non c'erano bar o strutture per il tempo libero e questo aiutava a concentrare il gruppo sulla musica senza distrazioni.
Una volta registrate le tracce di base, la band aggiunse le sovraincisioni agli Island Studios a febbraio; Page portò poi i nastri multitraccia al Sunset Sound di Los Angeles per il missaggio il 9 febbraio, su raccomandazione di Johns, con l'idea di pubblicare l'album nell'aprile 1971. Il mixaggio richiese dieci giorni e poi Page tornò a Londra. La band suonò poi agli Olympic Studios. Alla band i risultati non piacquero e così, dopo una tournée in primavera durata fino all'inizio dell'estate, Page remixò l'intero album a luglio. La pubblicazione venne ritardata per la scelta della copertina e se dovesse essere invece un doppio album o anche un set di EP al posto di un album singolo.
A differenza dei due album precedenti, alla band si unirono musicisti ospiti: la cantante Sandy Denny in The Battle of Evermore e il pianista Ian Stewart in Rock and Roll. Come per gli album precedenti, la maggior parte del materiale è stato scritto dalla band, anche se c'era una cover, una reinterpretazione hard rock della canzone blues di Memphis Minnie When the Levee Breaks.

## Titolo

I 4 simboli indicanti ciascuno i singoli membri

Simbolo scelto dalla cantante ospite Sandy Denny

Al posto del titolo Page decise che ogni membro della band avrebbe scelto un simbolo. 
Page disegnò il proprio simbolo e non ha mai rivelato pubblicamente il ragionamento che ci stava dietro. È stato sostenuto che il suo simbolo apparisse già nel 1557 per rappresentare Saturno e viene talvolta chiamato "ZoSo", anche se Page ha spiegato che in realtà non era affatto inteso come una parola.
Il simbolo di Jones, che scelse dal Libro dei segni di Rudolf Koch, è un unico cerchio che interseca tre vesica piscis (una triquetra). Ha lo scopo di simboleggiare una persona che possiede sia fiducia che competenza. Il simbolo di Bonham, i tre anelli intrecciati, fu scelto dal batterista dallo stesso libro. Rappresenta la triade madre, padre e figlio, ma è anche il logo del produttore di acciaio e armamenti Krupp e, capovolto, della birra Ballantine. Il simbolo di Plant, una piuma all'interno di un cerchio, era un suo disegno basato sul segno della presunta civiltà Mu.
Un quinto simbolo più piccolo scelto dalla cantante ospite Sandy Denny rappresenta il suo contributo a "The Battle of Evermore "; la figura, composta da tre triangoli equilateri, appare sulla copertina interna dell'LP, fungendo da asterisco.

## Copertina
Sul dritto fu scelto di inquadrare il particolare di un muro consumato dal tempo con la carta da parati che cade a pezzi: in primo piano, una vecchia cornice con la fotografia di un uomo piegato sotto il peso di una grossa fascina di legname. Aprendo la copertina (sul verso), con un gioco di prospettive, lo sguardo dello spettatore coglie l'istantanea di un quartiere popolare metropolitano, mentre sul lato interno, un'illustrazione di Barrington Colby MOM ispirata a L'Eremita, una carta dei Tarocchi, chiude il cerchio metaforico. Sulla quarta di copertina, dove campeggiano i titoli dei brani, l'unica firma riconoscibile è costituita da quattro simboli che rappresentano i componenti del gruppo e scelti dagli stessi consultando un libro di rune.
Oltre al dirigibile raffigurato nel primo album, i due sigilli e le due rune che compongono il titolo del loro quarto album sono i simboli ricollegati maggiormente al gruppo. Il significato specifico di questi simboli non è mai stato del tutto chiarito; quel che è certo è che Page e Plant hanno realizzato i disegni di proprio pugno, anche se il simbolo scelto da Page è stato probabilmente preso dall'alfabeto magico del matematico alchimista Gerolamo Cardano, mentre Jones e Bonham l'hanno trovato su un antico libro di rune chiamato Book of signs di Rudolf Koch. Tutti e quattro i simboli trovano comunque le loro origini nella mistica. La motivazione della scelta dei simboli, ad ogni modo, risiede nel loro modo di concepire la musica, come più volte spiegato dal gruppo stesso: all'epoca della registrazione del loro quarto album, i Led Zeppelin operarono una summa del percorso musicale compiuto fino a quel momento; i simboli, pertanto, furono un modo per ribadire il loro disinteresse verso nomi, titoli ed etichette di genere per convogliare l'attenzione solo verso la musica. Un celebre esempio di errata interpretazione riguarda il simbolo scelto da Page: molti vi hanno intravisto la criptica sigla ZoSo, interpretazione più volte smentita dal chitarrista.

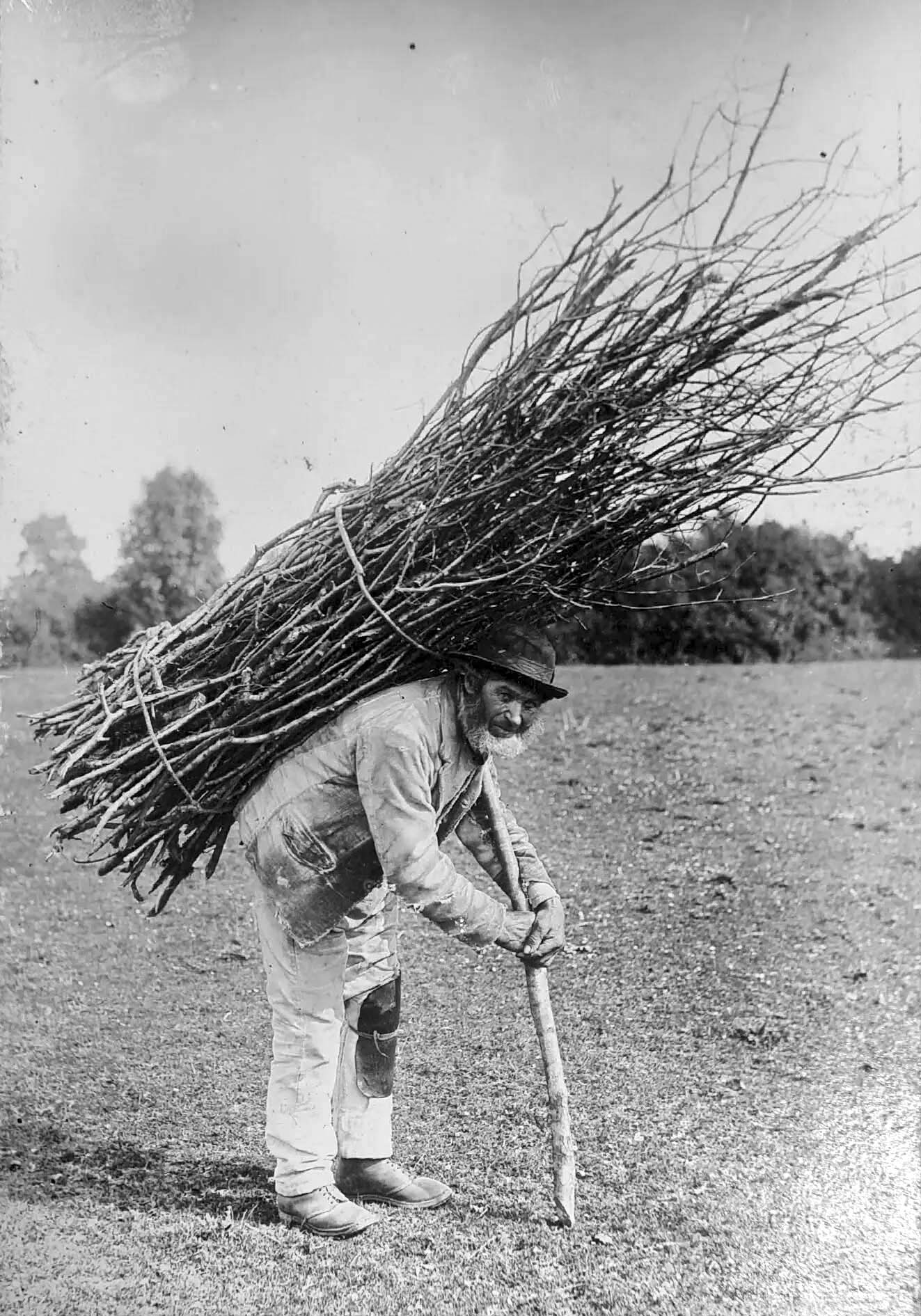
Lot Long, l’uomo raffigurato sulla copertina dei Led Zeppelin IV

Nel 2021 Brian Edwards, ricercatore esterno presso la University of the West of England (UWE) di Bristol e fan dei Led Zeppelin, sfogliando un album fotografico dell'età vittoriana vi riconobbe immediatamente la foto che appare sul fronte copertina dell'album. La scoperta di Edwards ha permesso, a 50 anni dalla pubblicazione del disco, di attribuire la fotografia a Ernest Howard Farmer (1856-1944), primo direttore della scuola di fotografia presso il Polytechnic Regent Street, e, dopo ulteriori ricerche, anche di identificare il soggetto ritratto nella foto: un impagliatore di tetti di nome Lot Long, nato a Mere nel 1823 e morto vedovo nel 1893.

## Storia di alcuni brani
L'album si apre con Black Dog, che presenta un arrangiamento complesso a causa delle sue quattro sovraincisioni di chitarra nell'assolo; per la parte vocale Plant si ispirò al brano Oh Well dei Fleetwood Mac. Segue Rock and Roll, brano firmato da tutti i componenti della band e nato da una jam session con Ian Stewart dei The Rolling Stones, il brano cita Good Golly Miss Molly di Mitch Ryder, Keep a Knocking di Little Richard e riprende qualcosa da Muddy Waters.
Il brano The Battle of Evermore è una ballata ed è caratterizzato dall'uso del mandolino, un arrangiamento filtrato e pieno di echi e la partecipazione vocale di Sandy Denny. Il testo del brano tratta temi fantasy ed è stato interpretato come una trasposizione in musica di alcuni episodi dell'opera di J. R. R. Tolkien Il Signore degli Anelli.
Uno dei brani più noti dell'album è Stairway to Heaven, abbozzato musicalmente da Page già nel marzo del 1971 (con una prima assoluta alla Ulster Hall di Belfast), ma ultimato da tutti e quattro con contributi significativi. Il testo di Plant si ispira alla letteratura fantastica celtica, in modo particolare al libro di Lewis Spence, Magic Arts in Celtic Britain. Inserita in ogni scaletta nei loro concerti successivi, era sempre l'occasione per Page di prodursi nei suoi assoli, dilatando il brano di svariati minuti rispetto alla versione da studio.
Misty Mountain Hop è un brano rock in cui emerge il talento vocale di Plant e la perizia percussionistica di Bonham che si ripete in Four Sticks, titolo che trae origine dalle quattro bacchette (due per mano) usate dal batterista durante le prove.
Il brano di chiusura dell'album, When the Levee Breaks, è ispirato a un blues di Memphis Minnie registrato da lei e il marito Joe McCoy nel 1929. Plant desiderava ricostruire un certo stile Elvis da giovane per la parte vocale, mentre il suono della batteria è stato ottenuto con un trucco ben congegnato: lo strumento di Bonham fu spostato vicino a una scala dove furono posizionati, tra primo e secondo piano, diversi microfoni; aggiungendo un effetto di riverbero, il suono ottenuto risultò estremamente particolare.

## Tracce
- Lato A

1. Black Dog – 4:57 (Jimmy Page, Robert Plant, John Paul Jones)
2. Rock and Roll – 3:40 (Jimmy Page, Robert Plant, John Paul Jones, John Bonham)
3. The Battle of Evermore – 5:52 (Jimmy Page, Robert Plant)
4. Stairway to Heaven – 8:03 (Jimmy Page, Robert Plant)

- Lato B

1. Misty Mountain Hop – 4:38 (Jimmy Page, Robert Plant, John Paul Jones)
2. Four Sticks – 4:45 (Jimmy Page, Robert Plant)
3. Going to California – 3:31 (Jimmy Page, Robert Plant)
4. When the Levee Breaks – 7:08 (Jimmy Page, Robert Plant, John Paul Jones, John Bonham, Memphis Minnie)

CD bonus nella riedizione del 2014
1. Black Dog (Basic Track with Guitar Overdubs) – 4:34 (Jimmy Page, Robert Plant, John Paul Jones)
2. Rock and Roll (Alternate Mix) – 3:39 (Jimmy Page, Robert Plant, John Paul Jones, John Bonham)
3. The Battle of Evermore (Mandolin/Guitar Mix From Headley Grange) – 4:13 (Jimmy Page, Robert Plant)
4. Stairway to Heaven (Sunset Sound Mix) – 8:03 (Jimmy Page, Robert Plant)
5. Misty Mountain Hop (Alternate Mix) – 4:45 (Jimmy Page, Robert Plant, John Paul Jones)
6. Four Sticks (Alternate Mix) – 4:33 (Jimmy Page, Robert Plant)
7. Going to California (Mandolin/Guitar Mix) – 3:34 (Jimmy Page, Robert Plant)
8. When the Levee Breaks (Alternate U.K. Mix) – 7:08 (Jimmy Page, Robert Plant, John Paul Jones, John Bonham, Memphis Minnie)

## Formazione
Gruppo
- Robert Plant – voce principale, tamburello, armonica a bocca (traccia 8)
- Jimmy Page – chitarra elettrica, chitarra folk, pedal steel guitar, cori, mandolino (traccia 3)
- John Paul Jones – basso, EMS VCS3, flauti dolci, mellotron, organo, pianoforte, pianoforte elettrico, cori, chitarra folk (traccia 3), mandolino (traccia 7)
- John Bonham – batteria, timpani, cori

Altri musicisti
- Ian Stewart – pianoforte (traccia 2; non accreditato)
- Sandy Denny – voce aggiuntiva (traccia 3)

Produzione
- Peter Grant – produzione esecutiva
- George Chkiantz – missaggio
- Andy Johns – ingegneria del suono, missaggio
- Joe Sidore – mastering CD originale
- George Marino – mastering digitale
- Graphreaks – coordinazione grafica
- Barrington Colby Mom – illustrazione interna (The Hermit)

### Altri brani
- Bohemian Rhapsody
- Ladies of the Canyon

### Musicisti
- Elvis Presley
- Ian Stewart (musicista)
- Joni Mitchell
- Little Richard
- Memphis Minnie
- Muddy Waters

### Altri gruppi
- Fairport Convention
- Fleetwood Mac
- Pearl Jam
- Queen
- The Beatles

### Luoghi
- Belfast
- Londra
- Los Angeles

### Letteratura
- Il Signore degli Anelli
- John Ronald Reuel Tolkien
- Lo Hobbit
- Lewis Spence

### Altro
- Album più venduti negli Stati Uniti d'America
- Lista dei 500 migliori album secondo Rolling Stone